# Bernard Rimland
Bernard Rimland, PhD (15 novembre 1928 – 21 novembre 2006) est un psychologue, écrivain et conférencier américain, investi dans la recherche et le soutien pour les enfants avec des troubles du développement.

## Biographie
Habitant à San Diego en Californie depuis 1940, Rimland est le fondateur, en 1967, et le directeur de l'Autism Research Institute (ARI), puis le fondateur de l'Autism Society of America (ASA), en 1965. Rimland a longtemps été une autorité mondialement reconnue en la matière. Il est le père de Mark, un autiste de haut niveau. 
Selon Paul Alerini, il « a combattu l’establishment médical en mettant en cause les vaccins dans l’origine de l’autisme, ainsi que l’intolérance au gluten et à la caséine du lait. Il proposait un traitement par de très fortes doses de vitamines B ».
Alerini rapporte qu'interviewé par Richard Pollak pour son livre, il a exprimé sa « haine » envers Bruno Bettelheim, du fait que celui-ci « avait répondu froidement à une mère qui voulait faire admettre son fils à l'école orthogénique : “Je ne l'ai plus considéré avec respect même en tant qu'être humain” », avait-il déclaré alors.